# Desacato à corte
Desacato ao tribunal (em inglês: contempt of court) ou contumácia é uma sanção de natureza processual aplicada àqueles que desrespeitam, deslegitimam ou de outra maneira ofendem um tribunal de direito, típica dos países que adotam o sistema da Common law.
O instituto é aplicado para reprimir a litigância de má-fé, que considera na recuso de obediência de uma ordem direta da corte, reconhecedo-se, em razão do desrespeito civil, duas espécies de sanções podem ser impostas: prisão ou sanção pecuniária, até que o renitente obedeça à ordem, que como regra, somente quem é parte de um processo pode ser considerado em contumácia, ou seja, como tendo desobedecido à ordem ou afrontado o tribunal.